# Duguetia lanceolata
Duguetia lanceolata A.St.-Hil. – gatunek rośliny z rodziny flaszowcowatych (Annonaceae Juss.). Występuje endemicznie w Brazylii – w stanach Minas Gerais, Rio de Janeiro, São Paulo, Parana oraz Rio Grande do Sul. 

## Morfologia
PokrójZimozielone drzewo dorastające do 8–20 m wysokości.
LiścieMają eliptyczny kształt. Mierzą 6–10 cm długości oraz 2,5–4 cm szerokości. Liść jest całobrzegi o tępym wierzchołku.
KwiatySą pojedyncze, rozwijają się w kątach pędów. Płatków jest 6, mają czerwoną barwę. Kwiaty mają 30–80 słupków.
OwoceMają kulisty kształt. Osiągają 40–60 mm długości.

## Biologia i ekologia
Rośnie w cerrado. Występuje na wysokości do 900 m n.p.m.